# Paolo Lazzaroni & Figli
La Paolo Lazzaroni & Figli S.p.A. è un'azienda alimentare italiana, fondata a Monza nel 1869, da Paolo Lazzaroni e dai suoi figli Pietro e Luigi.

## Storia
La Paolo Lazzaroni & Figli è una delle due aziende alimentari che derivano dalla famiglia Lazzaroni: è stata fondata a Monza nel 1869, da Paolo Lazzaroni e dai suoi figli Pietro e Luigi. Paolo era il figlio secondogenito di Carlo Lazzaroni (1774-1835), colui il quale aveva iniziato a Saronno un'attività di produzione dolciaria, portata poi avanti dall'altro figlio Davide (i cui figli fondarono poi nel 1888 la D. Lazzaroni & C.). Paolo si era trasferito a Monza nel 1852 (o secondo altri nel 1855), creando inizialmente una drogheria e fondando poi la società, che acquistava e vendeva spezie, caffè, salumi, cioccolato, caramelle, canditi e liquori. Secondo la tradizione, appartiene a quest'epoca la ricetta del liquore amaretto che viene venduto con il marchio di "Amaretto Lazzaroni 1851".
Nel 1927 le due società della famiglia Lazzaroni confluirono in un'unica struttura, mantenendo i due rami biscotti e liquori. Nel 1984 il ramo biscotti (appunto la D. Lazzaroni & C.) fu ceduto alla multinazionale americana Campbell's, mentre la Paolo Lazzaroni & Figli rimase in mano a un omonimo Paolo Lazzaroni, che successivamente decise di intraprendere anche la produzione dolciari, creando il marchio "Chiostro di Saronno".
A partire dal 2004, la Paolo Lazzaroni & Figli è stata oggetto di una lunga battaglia legale avviata dalla D. Lazzaroni & C., non appena iniziò a produrre a Saronno dei biscotti amaretti (per i quali la D. Lazzaroni & C. possiede il marchio registrato "Amaretti di Saronno"). La vicenda ha visto a un certo punto, nel 2009, anche il temporaneo sequestro dei prodotti della Paolo Lazzaroni & Figli, ma si è conclusa infine nel 2013 con l'assoluzione.

## Prodotti
La Paolo Lazzaroni & Figli produce un liquore amaretto con il marchio di "Amaretto Lazzaroni 1851", l'Amaro Lazzaroni e diversi prodotti dolciari, tra i quali anche biscotti amaretti, con il marchio "Chiostro di Saronno".